# HMS Surprize (1774)
HMS Surprize (или Surprise, 1774) — 28-пушечный фрегат 6 ранга Королевского флота. Второй британский корабль, названный Surprise или Surprize.

## Постройка
Заказан в январе 1771 года. Спущен на воду в 13 апреля 1774 года на королевской верфи в Вулвиче. Достроен со 2 февраля по 15 апреля 1775 года.

## Служба
1775 год — вступил в строй в феврале, капитан Роберт Линзи (англ. Robert Linzee); 23 мая ушёл на Ньюфаундленд.
1776 год — был при снятии осады с Квебека; взял американские приватиры Maria 7 мая и Gaspee 15 мая.
1777 год — 23 января ушёл на Ньюфаундленд.
1778 год — 21 апреля повторно ушёл на Ньюфаундленд; 7 сентября взял американский приватир Harlequin.
1779 год — возвращён в строй в феврале, капитан Самуэль Рив (англ. Samuel Reeve); март-апрель, ремонт и обшивка медью в Портсмуте; 30 апреля ушёл на Ньюфаундленд; 16 июля взял приватир Wildcat; 1 октября взял континентальный шлюп Jason (18); 5 октября — континентальный шлюп Monmouth (14).
1780 год — 29 января взял французский 20-пушечный Dugay-Trouin; 30 апреля ушёл на Ньюфаундленд; 15 июля отбил торговое судно Margaret Christiane; 21 июля взял американский Lockhart Ross.
1781 год — 29 мая ушёл на Ньюфаундленд; совместно с HMS Danae взял американские приватиры: 15 июля Venus и 18 июля Independence; 22 июля взял 8-пушечный Diana Brig; 27 сентября взял бриг Sturdy Beggar; 4 октября взял 14-пушечный Tiger.
1782 год — 9 января взял французский Les Sept Frères.
1783 год — март, капитан Джеймс Фергюсон (англ. James Ferguson); 2 марта вышел сопровождать атлантический конвой; 16 августа взял американский Raven; выведен в резерв и рассчитан в феврале(sic!).
Продан на слом в Вулвиче 24 апреля 1783 года.